# Sporting News
The Sporting News é uma revista de esportes norte-americana. Foi estabelecida em 1886 e se tornou conhecida naquele país pela sua grande cobertura do beisebol — adquirindo o apelido "A Bíblia do Beisebol".
Os esportes cobertos pela SN atualmente são a Major League Baseball (MLB), National Basketball Association, National Football League, National Hockey League, NASCAR e a NCAA basquete universitário e sobre futebol americanao universitário, e as vezes também cobre outros esportes.